# Clero regular
Clero regular, atualmente denominado mais comumente de clero religioso, é constituído por todos os clérigos regulares da Igreja Católica, que seguem uma regra de uma determinada ordem religiosa, que tem o seu próprio império e títulos específicos. O termo regular provém do fato de que cada ordem religiosa estabelecia suas próprias regras de vida (do latim, regula). Distingue-se do clero secular, que é composto por sacerdotes que desenvolvem atividades voltadas para o público e que vivem junto dos leigos.

## História
O hábito de viver em mosteiros — chamado monasticismo — foi introduzido no Ocidente no século VI, quando São Bento fundou o mosteiro do Monte Cassino, na península Itálica, dando origem à ordem dos beneditinos. A regra criada por São Bento para disciplinar a vida de seus monges, aprovada pelo Papa, serviu de modelo para outras ordens surgidas posteriormente, como as ordens mendicantes (não são monásticas) dos franciscanos e dos dominicanos.
O modelo dos mosteiros masculinos, dirigidos por um abade, foi logo instituído para as mulheres. Os mosteiros ou monastérios desempenharam um importante papel na Europa medieval, dedicando-se em tempo integral às práticas religiosas e às atividades de sobrevivência dos mosteiros e das abadias (cultivando terras), cristianizando povos e organizando e mantendo escolas e bibliotecas.